# L'Empire perdu
L'Empire perdu (titre original : The Lost Empire) est un roman d'aventures de Clive Cussler et Grant Blackwood, paru en 2010. Cette collaboration est le deuxième roman de la série Fargo, relatant les aventures d'un couple d'aventuriers du nom de Fargo.